# Гхар-Далам

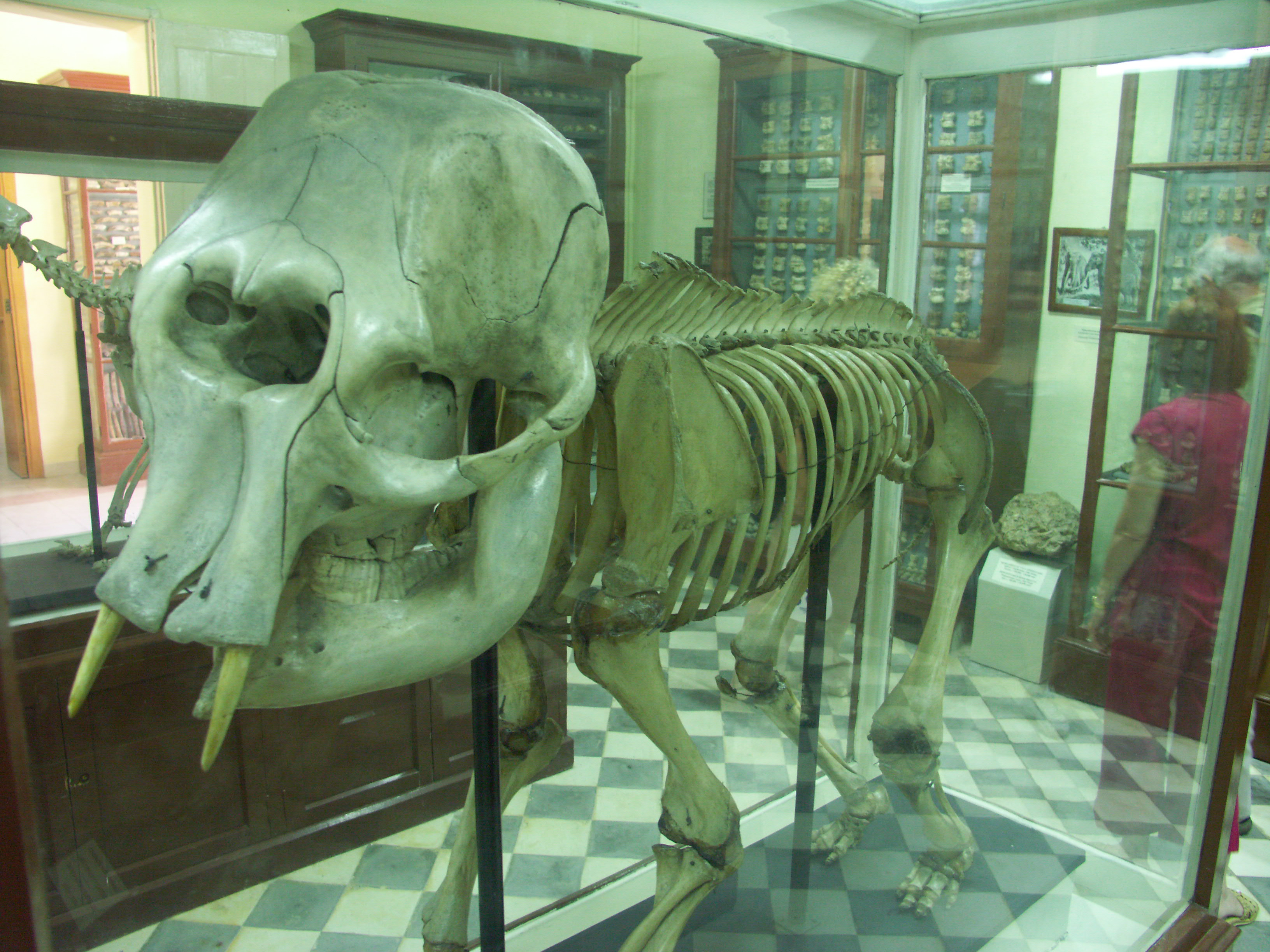
Скелет современного слонёнка в музее

Гхар-Далам (традиционно, более точное произношение — Ар-Далам), мальт. Għar Dalam, букв. «пещера тьмы» — пещера на Мальте, в которой обнаружено несколько слоёв костных останков животных, вымерших в конце последнего оледенения, а также следы наиболее раннего пребывания человека на Мальте около 7400 лет назад (этот период по названию пещеры называется стадией, или фазой, Гхар-Далам).
Кости животных относятся к различным временам: если карликовый гиппопотам вымер около 180 000 лет назад, то карликовый олень — намного позднее, около 18 000 лет назад.
Первое научное исследование пещеры было проведено в 1885 году, однако пещера оставалась закрытой до 1933 года, а в годы Второй мировой войны использовалась как бомбоубежище. Здесь же во второй половине XX века был основан музей, из которого в 1980 году были похищены важные экспонаты — останки карликовых слонов и череп ребёнка эпохи неолита.
Подробное исследование пещеры было проведено в 1987 года под руководством Эммануэля Анати, профессора палеонтологии Салентского университета. Группа итальянских археологов обнаружила в пещере образцы искусства предположительно эпохи палеолита, изображающие человеческие руки, антропозооморфные фигуры и несколько изображений животных в нижней части сталагмитных образований. На некоторых рисунках изображены слоны, вымершие на Мальте в эпоху плейстоцена. Большинство найденных изображений были позднее уничтожены вандалами.
Глубина пещеры — 144 метра, однако для посещения открыты только первые 50 метров. На входе в пещеру находится музей, где представлены важнейшие находки.

## Стратиграфия
Пещера состоит из 6 слоёв:
1. Слой домашних животных (около 74 см). В этом слое обнаружены в основном животные сельскохозяйственного значения — коровы, лошади, овцы и козы. Также в слое найдены человеческие останки, кремни, керамика, другие инструменты и украшения.
2. Слой известняка (около 0,6 см).
3. Слой оленей (около 175 см). Карликовый олень, найденный в этом слое, происходит от европейского благородного оленя, Cervus elaphus. В этом же слое обнаружены немногочисленные хищники, а именно бурый медведь, красная лиса и волк, а также лебеди, гигантские черепахи и мыши-полёвки.
4. Слой гальки (около 35 см). Состоит исключительно из небольших окатышей и гальки, оставшихся от реки, протекавшей через пещеру. Поток был достаточно сильным, о чём свидетельствует крупный размер окатышей.
5. Слой гиппопотамов (около 120 см). Этот слой состоит в основном из останков Hippopotamus melitensis. Среди других животных, обнаруженных в этом слое — карликовый слон и гигантская соня, Leithia cartei (англ.).
6. Глиняный слой без костей (около 125 см). В этом слое костей не обнаружено, есть лишь отпечатки растений.